# P.H. Schrijvers
Petrus Hermanus (Piet) Schrijvers (Amsterdam, 28 oktober 1939) is een Nederlands latinist. Hij was hoogleraar Latijnse taal- en letterkunde in Groningen (1977-1980) en in Leiden (1980-2001).

## Biografie
Na zijn middelbareschooltijd op het Ignatius College te Amsterdam studeerde Schrijvers klassieke taal- en letterkunde aan de Universiteit van Amsterdam. Daarna heeft hij een tijd aan de Sorbonne Latijn gestudeerd. Bij terugkeer trad hij in dienst van de Universiteit van Amsterdam, alwaar hij in 1970 promoveerde bij A.D. Leeman op Lucretius.
Schrijvers is in Nederland vooral bekend als vertaler van Latijnse poëzie. In 2007 werd hem hiervoor de Oikos publieksprijs toegekend. De Martinus Nijhoff Prijs 2011 werd hem toegekend voor zijn vertaling van De rerum natura (Over de natuur van de dingen) van Lucretius, voor Schrijvers de geniaalste van alle Romeinse dichters..
Schrijvers heeft zich echter ook veel met de 'receptiegeschiedenis' van de Latijnse letterkunde beziggehouden, met name de voortwerking van het oeuvre van Seneca. In dat kader kan men zijn vertaling van Lipsius' De Constantia plaatsen en zijn aandacht voor het dagboek van Etty Hillesum.

## Publicaties (selectie)
- 1970: Horror ac divina voluptas: études sur la poétique et la poésie de Lucrèce[3]. Proefschrift over de poëzie van Lucretius.
- 1978: Het lied van Iopas. Verbindingen van literatuur en natuurwetenschap in het Latijn. Inaugurele rede, uitgesproken bij de aanvaarding van het ambt van gewoon hoogleraar in de Latijnse taal- en letterkunde aan de Rijksuniversiteit te Groningen. (Tekst ook opgenomen in De mens als toeschouwer, blz. 9-27.)
- 1980: Buiten de perken, Horatius’ dichtkunst en Bilderdijks De kunst der poëzy. Rede uitgesproken bij de aanvaarding van het ambt van gewoon hoogleraar in de Latijnse taal- en letterkunde aan de Rijksuniversiteit te Leiden.
- 1983: Justus Lipsius: Over standvastigheid bij algemene rampspoed. Vertaling met inleiding van Lipsius' werk De Constantia.
- 1986: De mens als toeschouwer. Essays over Romeinse literatuur en Westeuropese traditie. (Hierin o.a. Een filosoof in bezettingstijd, Over Seneca's brieven en het dagboek van Etty Hillesum.)
- 1990: Crise poétique et poésie de crise. La réception de Lucain aux XIXe et XXe siècles, suivi d'une interprétation de la scène "César à Troie". Over de receptie van het werk van de dichter Lucanus in de 19e en 20e eeuw.
- 1995: Horatius. Dichter en moralist. Schrijvers' verzamelde opstellen over Horatius.
- 1996: Vergilius: Aeneis. Vertaling van Vergilius' epos over Aeneas' avonturen.
- 1999: Lucrèce et les sciences de la vie. Bevat 11 studies uit de periode 1974-1997 over Lucretius' gedicht De rerum natura.
- 2000: Rome, Athene, Jeruzalem. Leven en werk van Prof.dr. David Cohen[4].
- 2001: Sunt Lacrimae Rerum. Een bijdrage tot de geschiedenis der tranen. Rede uitgesproken bij zijn afscheid als hoogleraar Latijnse Taal- en Letterkunde aan de Universiteit Leiden.
- 2003: Horatius: Verzamelde gedichten. Tweetalige editie. (Eerder had Schrijvers al separaat onderdelen van Horatius' werk in vertaling gepubliceerd: 1980, Ars Poetica, 1993: De lyrische gedichten, 2000, de Epoden.)
- 2004: Vergilius: Landleven. Tekst, vertaling en inleiding van Vergilius' Georgica.
- 2004: Ik kan de Muzen niet haten: over poëtische geestdrift en stoïcijnse standvastigheid.
- 2008: Lucretius: De natuur van de dingen. Latijnse tekst met vertaling, inleiding en aantekeningen van Lucretius' De rerum natura.
- 2013: Seneca: Medea, Phaedra, Trojaanse vrouwen. Uitgegeven, vertaald, ingeleid en van aantekeningen voozien door Piet Schrijvers.
- 2018: Vergilius: Buitenleven. Latijnse tekst met vertaling en inleiding van Vergilius' Bucolica.
- 2019: Martialis: Verzamelde epigrammen. Vertaald, ingeleid en toegelicht door Piet Schrijvers.
- 2023: Silius Italicus: "Hannibals oorlog". Piet Schrijvers vertaalde een substantiële bloemlezing.

- Bibliothèque nationale de France: cb12182739q (data)
- Gemeinsame Normdatei: 172363446
- International Standard Name Identifier: 0000 0001 0938 6083
- Library of Congress Control Number: n86092460
- Nationale Bibliotheek van Tsjechië: mub20211108937
- Nationale Bibliotheek van Israël: 987007429259305171
- Nederlandse Thesaurus van Auteursnamen: 06848500X
- Système universitaire de documentation: 03040746X
- Virtual International Authority File: 207924338